# رونالد باس
رونالد باس (بالإنجليزية: Ronald Bass)‏ (و. 1942 – م) هو كاتب سيناريو، ومنتج أفلام، وروائي، من الولايات المتحدة الأمريكية، ولد في لوس أنجلوس.

## التعليم
تعلم في كلية هارفارد للحقوق.

## جوائز وترشيحات
حصل على جوائز منها:
- جائزة الأوسكار لأفضل كتابة "سيناريو أصلي"، عن عمل: رجل المطر.

ترشح لـ:
- جائزة الأوسكار لأفضل كتابة "سيناريو أصلي"، عن عمل: رجل المطر.

## وصلات خارجية
- رونالد باس على موقع IMDb (الإنجليزية)
- رونالد باس على موقع قاعدة بيانات الأفلام العربية
- رونالد باس على موقع ألو سيني (الفرنسية)
- رونالد باس على موقع ألو سيني (الفرنسية)
- رونالد باس على موقع أول موفي (الإنجليزية)
- رونالد باس على موقع قاعدة بيانات الأفلام السويدية (السويدية)
- رونالد باس على موقع قاعدة بيانات الفيلم (الإنجليزية)
- رونالد باس على موقع كينوبويسك (الروسية)